# Інталія

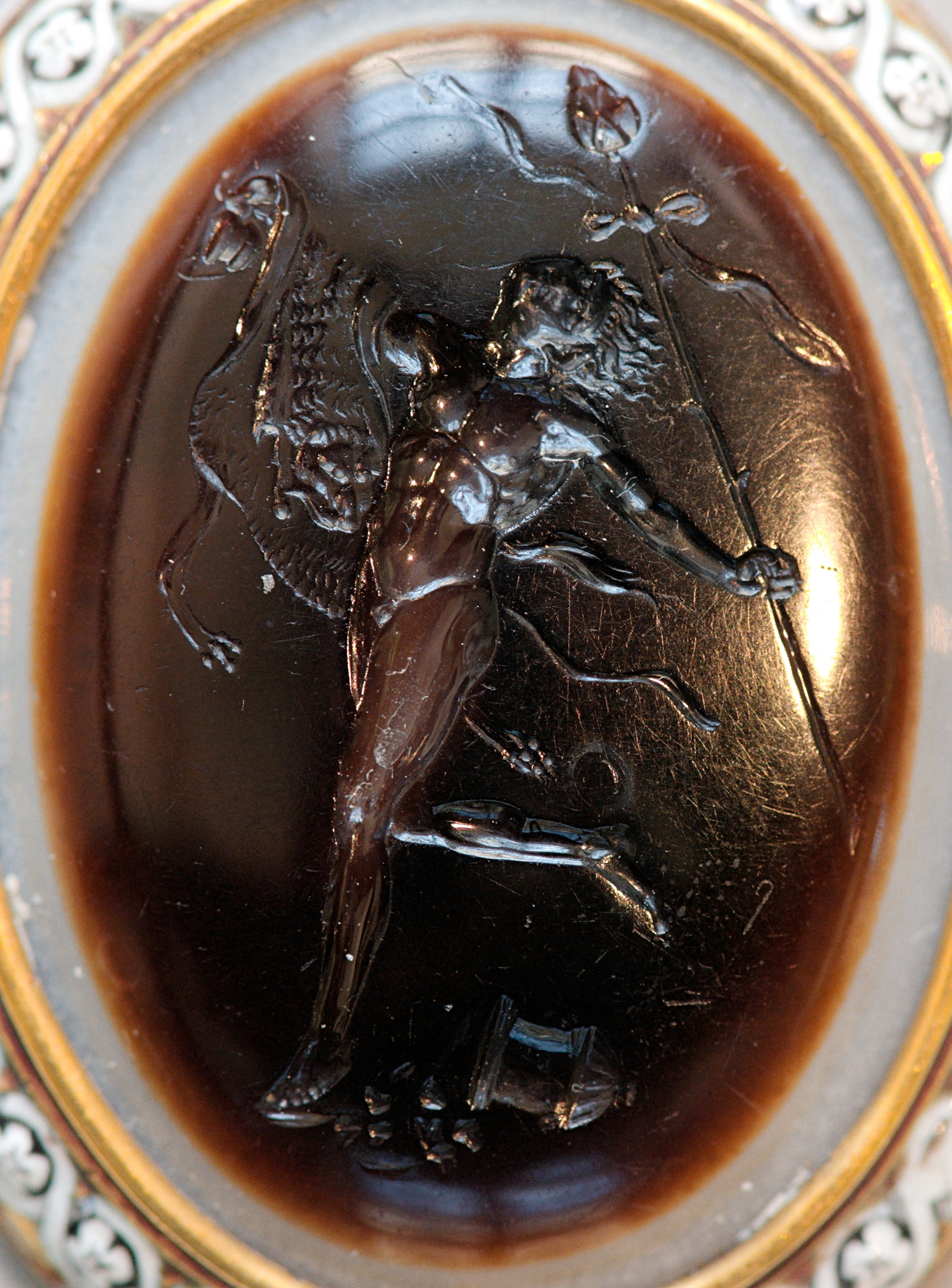
Інталія з сардоніксу, І століття н. е.

Інта́лія (від італ. intaglio «різьблення») — різновид геми, різьблений камінь із зображенням у вигляді заглибленого рельєфу.
Інталія з'явилась у 4-му тисячолітті до н. е. в країнах Стародавнього Сходу, і особливого поширення набула за часів античності.
Інталія використовувалася переважно як печатка.